# Bray (Oklahoma)
Bray es un pueblo ubicado en el condado de Stephens en el estado estadounidense de Oklahoma. En el año 2010 tenía una población de 1209 habitantes y una densidad poblacional de 7,42 personas por km².

## Geografía
Bray se encuentra ubicado en las coordenadas 34°37′50″N 97°50′7″O / 34.63056, -97.83528 (34.630587, -97.835246).

## Demografía
Según la Oficina del Censo en 2000 los ingresos medios por hogar en la localidad eran de $29,417 y los ingresos medios por familia eran $34,318. Los hombres tenían unos ingresos medios de $24,191 frente a los $20,658 para las mujeres. La renta per cápita para la localidad era de $14,952. Alrededor del 15.6% de la población estaban por debajo del umbral de pobreza.